# Amandelwilgbastgalmug
De amandelwilgbastgalmug (Rabdophaga triandraperda) is een muggensoort uit de familie van de galmuggen (Cecidomyiidae). De wetenschappelijke naam van de soort is voor het eerst geldig gepubliceerd in 1935 door Barnes.